# 露天排便
露天排便（英語：Open defecation，或稱隨地便溺、隨地大小便），是指人類不使用卫生间，選擇在室外排便。人會因難以找到合適的卫生间，或因其風俗的緣故，而選擇在室外譬如灌木叢、森林、水渠、街道、河道等地方排便。露天排便在缺乏環境衛生基礎設施及服務的地方尤爲常見，而即使有卫生间，或仍須努力宣傳，才能讓人們改變習慣開始使用廁所。從露天排便延伸而來的另一個概念無露天排便（英語：open defecation free, ODF）則是指某社區已經改用卫生间，不再露天排便。這種轉變通常會在引發「社區主導的整體公共衛生」後發生。
2019年的數據估計，全球有近6.73億人露天排便。:74較2016年的8.92億人大幅下降，這8.92億人佔彼時全球人口12%，而其中有76%即6.78億人集中在7個國家。
露天排便會污染環境，引發衛生問題。根據世界卫生组织和联合国儿童基金会之「水、环境卫生和个人卫生联合监测方案」的報告，凡廣泛存在露天排便現象的國家，其五歲以下兒童的死亡率最高外，社會也普遍有營養不良、高度貧窮以及出現貧富懸殊的現象。（p. 21）
可持續發展目標6中有一項指標便是根除露天排便。按統計，赤貧與缺乏衛生設施相關，因此目前有主張認為讓露天排便絕跡是消除貧窮的關鍵。

## 背景
自古以來，人類便會在室外排便。那時，人們有許多的開放空間，同時土地人口壓力也較小。有人認爲，在人口稀疏、森林，或者是露營區露天排便，只會對環境造成極小的影響。在發展與城市化進程中，露天排便是對進程的一項挑戰，因而成爲重要的公共衛生議題，同時人們亦開始重視自身的尊嚴。隨著特定地区（如城市和城鎮）人口的密集化，人們更加注重衛生和健康問題，增加了全球各地對隨地大小便問題的關注。

露天排便會使疾病與貧窮的惡性循環持續，亦侮辱了個人尊嚴。全球最廣泛出現露天排便情況的數個國家，他們的五歲以下兒童死亡率位居世界最高，出現營養不良的情況亦如是，同時亦有高度貧窮問題及巨大的貧富差距。

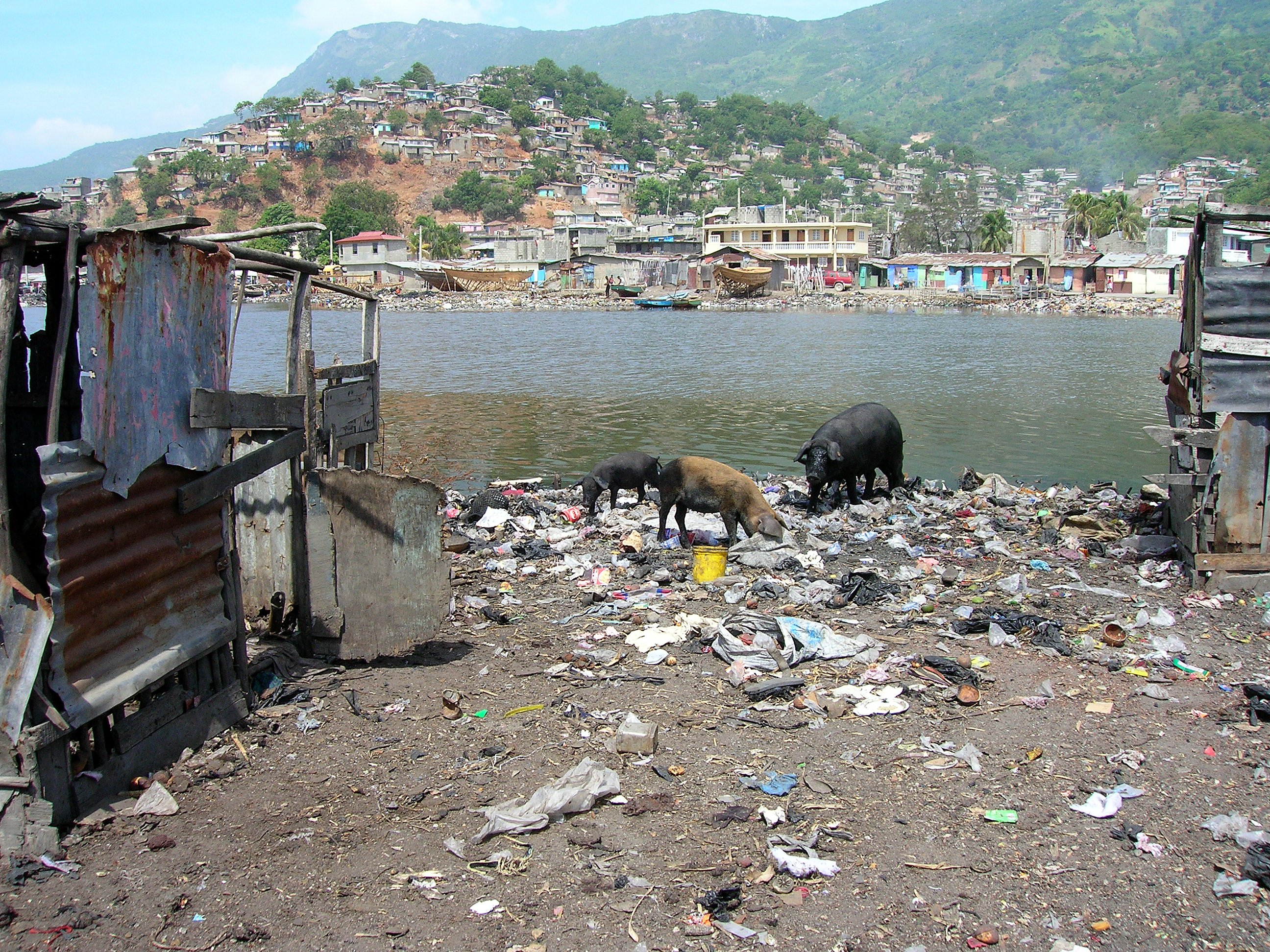
海地北部海地角傾倒廢物和露天排便的情況。
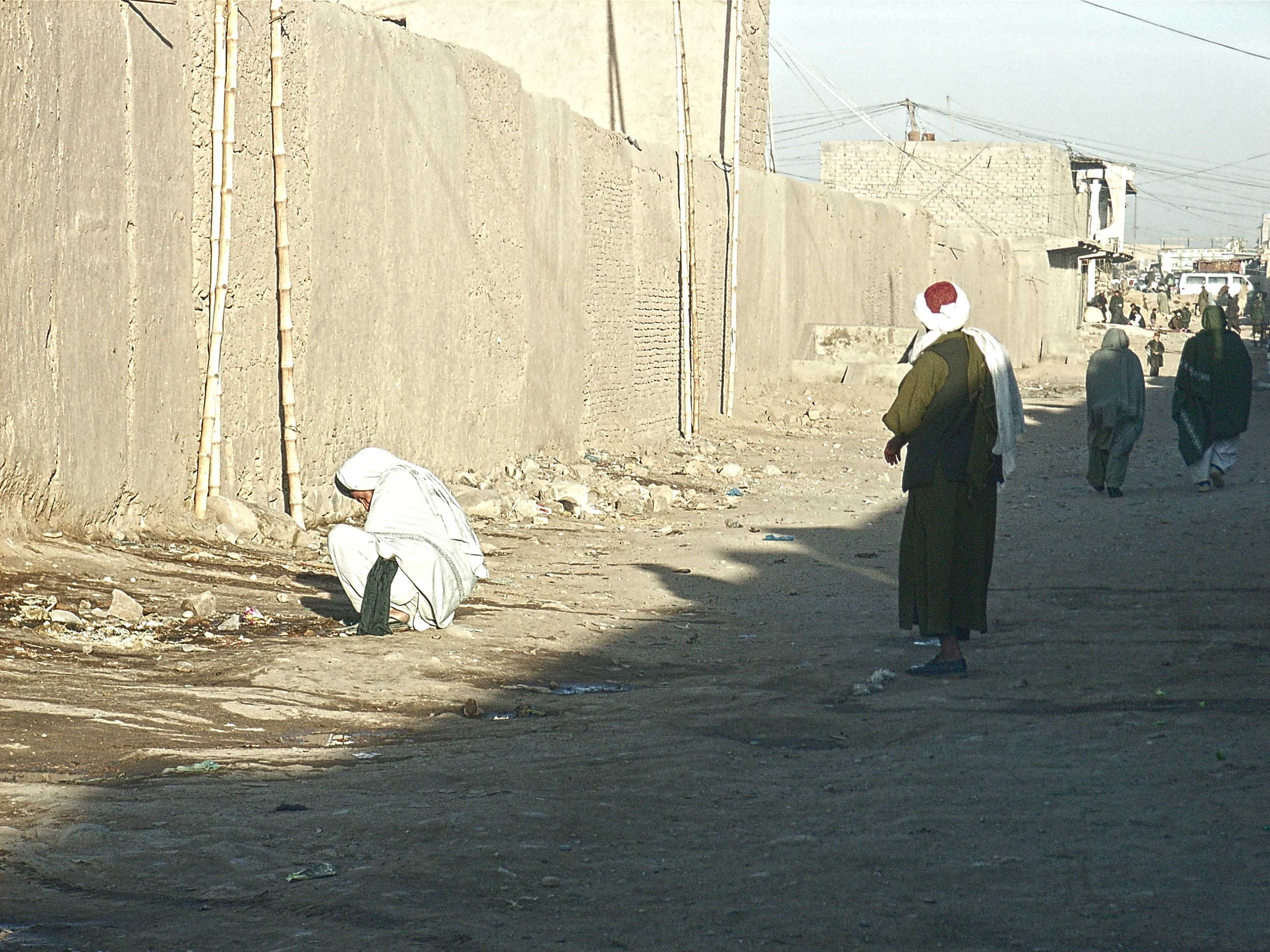
阿富汗塔林科特市露天排便的情況。
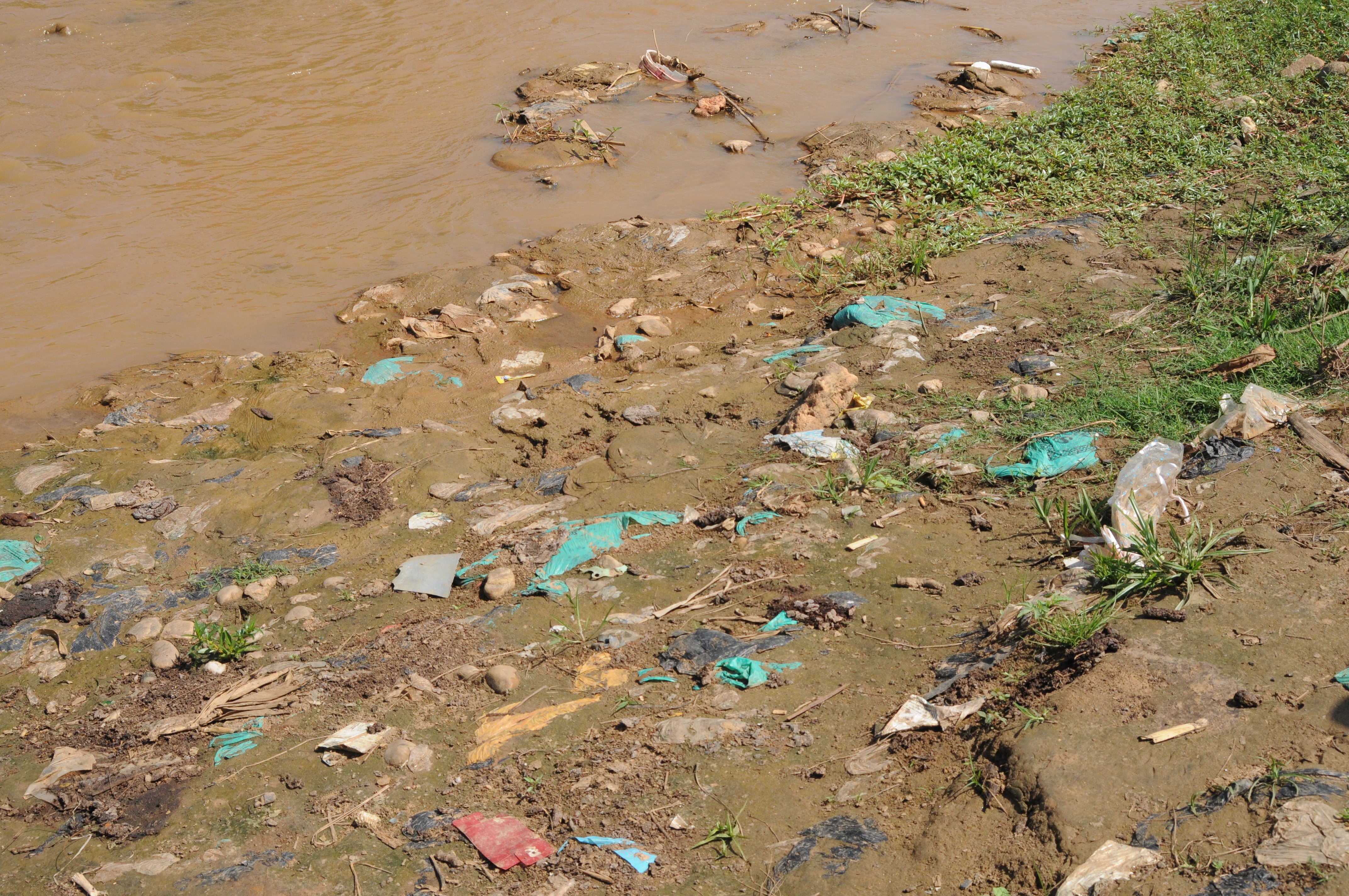
布隆迪布瓊布拉河岸露天排便的情況。
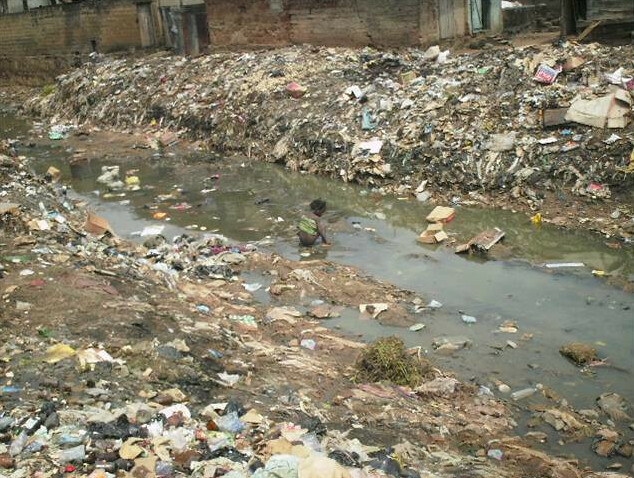
尼日尼亞伊巴丹蓋格貧民窟一個孩子在運河的開端露天排便。
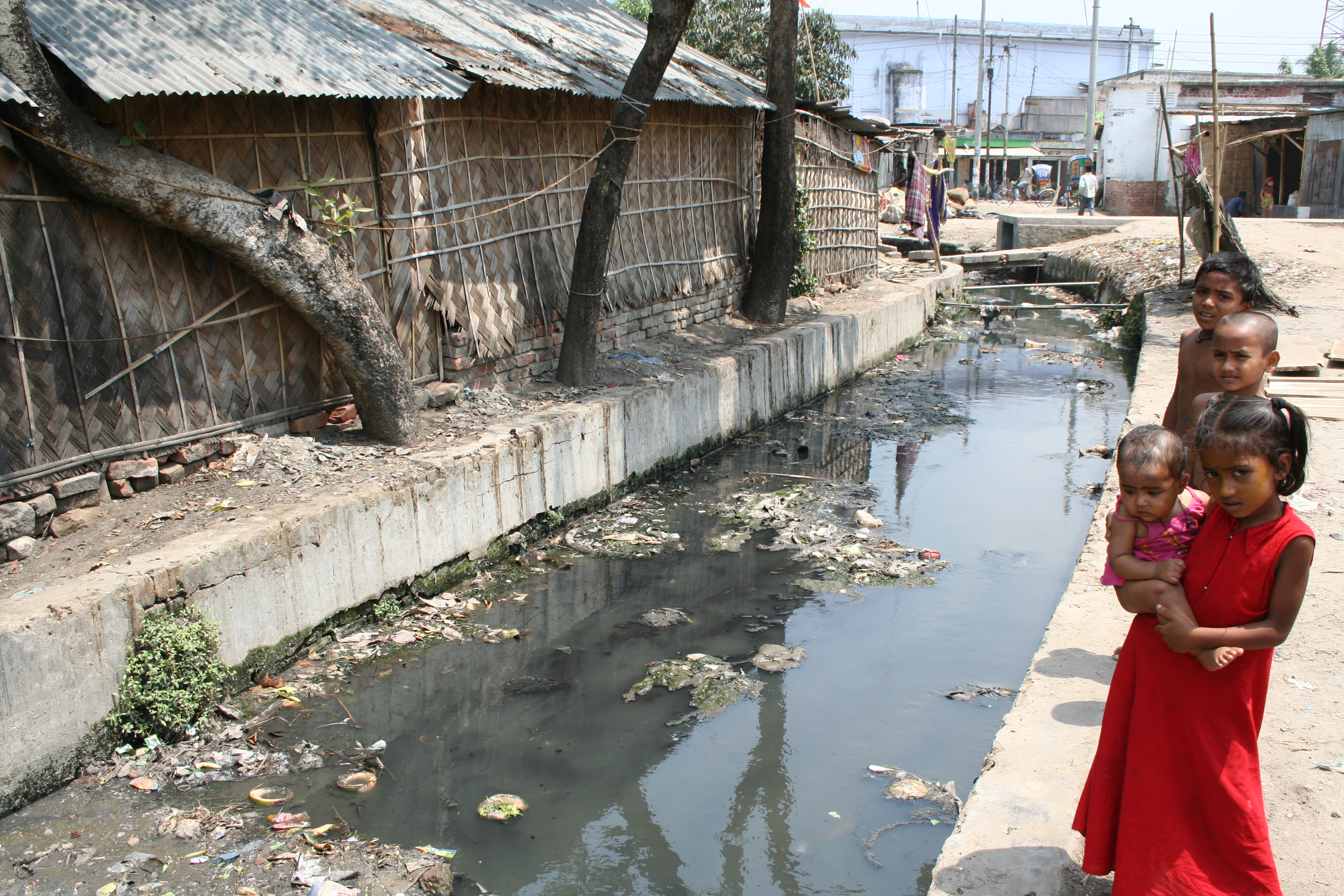
圖中是孟加拉一個社區中的引水道，用於輸送糞便與尿液。

## 術語學
由於水供應與衛生設施監察計劃（JMP）和聯合國國際環境衛生年出版的刊物，露天排便這一詞自2008年起開始用於水，衛生設施和個人衛生（WASH）範疇。JMP是世界衛生組織和聯合國兒童基金會共同發展的計劃，目的是監察可持續發展目標6中的水與衛生設施目標。
爲了達成目的，計劃把衛生設施分爲兩類，包括已改善的和未改善的衛生設施。露天排便會列入未改善的衛生設施。也就是說，仍進行露天排便將不會列入已改善的衛生設施。
2013年世界馬桶日首次成爲聯合國正式的國際日。露天排便這一術語用於高級別演講，例如2013年3月聯合國副常務秘書長在衛生問題上的行動呼籲，能有助於促使全球關注這個問題。

### 無露天排便
無露天排便（英語：Open defecation free，ODF）這短語在一開始只用於社區主導的全面衛生（英語：community-led total sanitation，CLTS）方案中。現在，ODF也會在其他情況下使用。ODF的原意是指所有社區成員都使用衛生設施，例如馬桶，而不是在露天排便。爲了去停止露天排便的做法，這個定義在實行CLTS方法的國家進行了改進，并且加入了更多的規範。
印度飲用水及衛生部在2015年中將ODF定義為粪口傳播的終止，定義為：
1. 在環境或村莊中沒有可見的糞便。
2. 每個家庭，公共或社會機構都使用「安全的技術選項」來處理糞便。[10]

「安全的技術選項」是指使用馬桶來裝載糞便，以確保沒有對表面土壤，地下水或表面水造成污染；沒有蒼蠅或動物接觸糞便；沒有人觸摸排泄物；周遭環境中沒有可見的糞便，并且沒有糞便的氣味。這定義同時亦是清潔印度運動的目標。

## 原因
人們選擇露天排便有多種不同的原因，可以是自願的，半自願的，甚至是非自願的選擇。人們會選擇露天排便，大多數都是因爲沒有衛生間。然而，有些人雖然有唾手可得的衛生間，但是他們更喜歡在室外排便。
以下是一些人類會選擇露天排便的原因：

### 沒有衛生間
- 缺乏基礎設施：人們的家裏或是居住的地區往往沒有衛生間。[2][12]
- 在其他地方缺乏衛生間：遠離民居的地方，如學校或者是農場沒有衛生間。
- 用作其他目的的衛生間：在某些鄉村社區，衛生間會用來存放家具用品，動物，農產品和用作厨房。[13][14]另外，城市若缺乏公共厠所，就未能滿足露宿者到衛生間排便的需求。[15]

### 不舒適或不安全的衛生間
- 質量差的衛生間：有時候人們可以使用衛生間，但是該衛生間有破損的情況，或者是質量差的戶外衛生間，通常都是長期沒有進行清潔，并且傳出惡臭。缺乏電力的地方，也會有光綫不足的問題。也有些衛生間沒有門或者沒有水。同時，有些衛生間會有蛆或蟑螂。[12][16][17][18]
- 具風險及不安全：有些衛生間可能存在風險，在缺乏燈光的晚上，可能會有犯罪分子在他們的周圍，衛生間内有時會有蛇和狗。家中沒有衛生間的婦女和兒童通常會害怕到公共或共用衛生間如厠，這情況在晚間尤爲常見。[19]對殘疾人士來説，在夜間他們也較難到達外面的衛生間。[20]
- 沒有隱私的衛生間：有的衛生間會用布來遮擋馬桶，但卻沒有真正的大門，女性可能會羞於在衛生間内如厠。[21]
- 衛生間附近沒有水源：由於衛生間内和附近沒有供水，所以人們需要在使用衛生間前到較遠的位置取水。從而令人們需要額外的時間。
- 太多人使用同一衛生間：公共或共用衛生間經常出現這個問題。如果同一時間有太多人正等待使用衛生間，有些人可能選擇到外面進行排便。另外，有有些人可能是因爲腹瀉（也可能是患有腸易激綜合症）而不能夠等待使用衛生間。
- 害怕衛生間的坑被填滿：有些人會害怕如果所有的家庭成員每天都使用衛生間，衛生間的坑會很快被填滿。因此他們出外排便，避免衛生間的坑被填滿。

### 與衛生基礎設施無關
- 缺乏知識：有些人不知道使用衛生間的好處。[22][23]
- 未能改變習慣：有些地方雖然有衛生間，但是人們更喜歡在露天排便。[9]也有個案是因爲該些衛生間是由他們不喜歡或不重視的政府或者其他組織提供的，因此他們繼續在露天地方排便。此外，老年人往往不願意去改變他們的行爲，并且進入封閉的衛生間，因此他們也繼續在外排便。[12]
- 喜歡大自然：這種情況主要在人口較少或農村地區發生，那裏的人會在早上出外，在田野或灌木叢中排便。他們喜歡大自然和新鮮的空氣，而不是在封閉的地方（例如衛生間）内排便。[5]他們在"新鮮空氣"中排便可能是由於文化，也可能是他們的個人偏好。
- 將其他活動與露天排便結合：有些人會在早上起來照顧農場。有些女性想出外走走，她們會一邊和其他婦女聊天，照顧牲畜，一邊到田野排便。
- 社會規範：在某些地方（例如印度），露天排便是部分人的生活和日常習慣。這是一種古老的做法，對很多人來説是很難立即停止的。這種行爲也成爲了例行或是社會規範的一部分。在某些文化中，男性和女性共用同一衛生間是社會禁忌。
- 大便失禁：這種症狀會導致突然的失禁，患者並沒有足夠的時間到衛生間去。

### 其他原因導致的露天排便
在已開發國家，有些人由於無家可歸而選擇露天排便，也有部分是自願的。我們現時很難估計這些群體裏有多少人進行露天排便。
還有些露天排便者有其特殊的精神問題，如幽閉恐懼症患者不敢在廁所裡排便，就造成露天排便問題。
2017年夏季，美國科罗拉多斯普林斯，曾有一名神秘女子，經常帶著衛生紙跑步，然後在別人家外便便，被稱爲瘋狂便便客。

## 流行與趨勢
露天排便的做法與貧窮和排斥有密切的關係，特別是在農村地區和發展中國家的非正式城市住區。由聯合國兒童基金會和世界衛生組織組成的水供應與衛生設施監察計劃（JMP）一直在收集全球有關露天排便的數據。該數字以農村及城市地區，以及貧困程度劃分。這個計劃是爲了監察千年發展目標中有關飲用水及衛生設施措施的進展。露天排便屬於未經改善衛生設施，因此JMP會對每個國家進行監察，並定期發表報告。關於露天排便的數字過往一直與其他未經改善的衛生設施統計在一起，但自2010年起開始分開收集。
根據目前的估計，全球大約有6.73億人口仍進行露天排便。:74.
在美國舊金山，從2011年至2018年，關於街道是有露天排便留下的糞便的投訴增加了五倍，共有28,084宗報告。
露天排便的人口數目自2000年的兩成下降至2015年的12%。（p. 34）在2016年估計有8.92億人由於沒有任何衛生設施而在排水溝，灌木叢後，開放水域等等地方露天排便。當中大約九成人在農村地區露天排便，但他們絕大多數生活於兩個區域，中亞和南亞。2016年，8.92億露天排便人口中的76%，即6.78億人僅居住在七個國家。
大量人口進行露天排便的國家詳列下表：
| 國家       | 國家總人口（千） | 露天排便人口佔總人口的百分比及確實數字 | 其他關於露天排便的估計 （非JMP提供的數據，但由政府提供）                                                                                               |
| ---------- | ---------------- | -------------------------------------- | --- |
| 乍得       | 14,037           | 68%或1000萬                            | |
| 中国       | 1,376,049        | 2%的2800萬                             | |
| 厄立特里亚 | 5,228            | 76%或400萬                             | |
| 埃塞俄比亚 | 99,391           | 27%或2700萬                            | |
| 印度       | 1,311,051        | 39.84%或5億2400萬                      | 自2017年起的發展： - 2018年：6.6%或8800萬人 根據世界銀行獨立核查機構（IVA）進行的全國年度農村衛生調查（NRASS） - 2019年：1.4%或1900萬 根據印度政府數據 |
| 印度尼西亚 | 257,564          | 12%或3100萬                            | |
| 尼日尔     | 19,899           | 71%或1400萬                            | |
| 尼日利亚   | 182,202          | 26%或4700萬                            | |
| 巴基斯坦   | 188,925          | 12%或2300萬                            | - 2015年：11.5%或2180萬 根據WaterAid報告 - 2015年：21.7%或4100萬 根據聯合國兒童基金會                                                                  |
| 南苏丹     | 12,340           | 61％或800萬                            | |
| 苏丹       | 40,235           | 27%或1100萬                            | |

## 影響

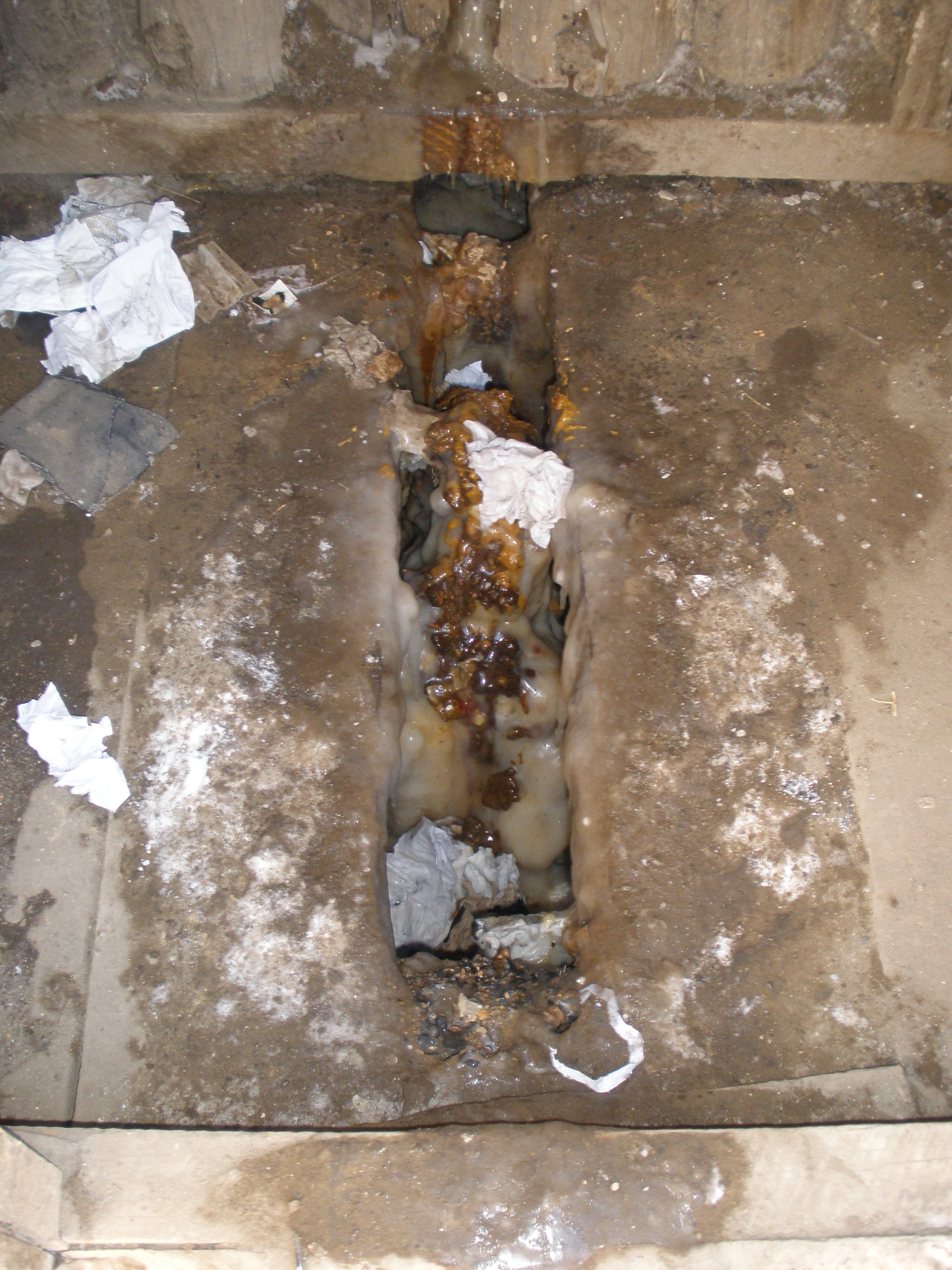
圖中是蒙古一個骯髒的蹲厠，令人們選擇在露天排便。

### 公共衛生
露天排便對公共衛生的負面影響和沒有衛生設施的負面影響基本相同。一般情況下，露天排便，缺乏環境衛生和個人衛生，是引致各種不同疾病的一個重要因素。最常見的是腹瀉和蠕虫病，也會導致傷寒、霍亂、肝炎、小兒麻痹，沙眼及其他。
2011年，傳染性腹瀉造成全球約70萬五歲以下兒童死亡和失去2.5億上學日。這一情況可能會導致兒童營養不良和發育遲緩。
有些疾病會透過水中的糞便病原體傳播，這些疾病我們可統稱為水傳播疾病。露天排便可以造成水污染，雨水的冲刷會把糞便分散在環境中，從而流入地表水或沒有掩蓋的井。
世界衛生組織在2014年發現露天排便是腹瀉死亡的主因。平均每天有2,000名五歲以下兒童因腹瀉死亡。
年幼兒童經常在地上爬動，赤脚走路，或者未經洗手就把東西放進口中，因此年幼兒童很容易就把其他人排便後遺下的糞便吃下。同時，由於兒童也會在院子裏玩，家畜的糞便也會出現同樣的問題。
人們廣泛地露天排便的國家通常都具有高五歲以下兒童死亡率，高度營養不良並導致兒童發育遲緩，高度貧窮以及巨大的貧富差距。
印度研究指出，當人口密度高時，露天排便對健康的不利影響更爲顯著：同樣數量的露天排便在平均人口密度高的地方，如印度的不良影響比起平均人口密度低的地方，如撒哈拉以南非洲大兩倍。

### 婦女安全
露天排便與不同的性別有著很强的關係。缺乏安全，隱私的衛生間會令女童和婦女容易受到暴力，亦會對女童的教育造成障礙。在夜間，婦女外出尋找隱蔽和具隱私的地方進行露天排便時，會有受到性騷擾或被強奸的風險。
在發展中國家，缺乏隱私權對婦女與女童的安全和尊嚴感有極大的影響。爲了不被其他人看見自己在公共場所排便，所以女性通常會待晚上才排便，而且他們在晚上也可能會遭遇襲擊。女性在衛生間内或外，以及女性進行露天排便的地方或其附近被攻擊或騷擾的個案亦很普遍。

## 預防
我們有數種方式來消除露天排便的現象，其中一種就是改變行爲。SaniFOAM（FOAM即是專注在機會，能力與動力）是為解決環境與個人衛生問題而設立的概念框架。使用專注，機會，能力與動力作爲決定因素的類別，SaniFOAM模型會識別使用衛生間的障礙，同時作爲工具，可用於設計、監察和評估衛生干預措施。除了改變行爲外，以下是驅動無露天排便的主要因素：
- 政治意願
- 比露天排便更有價值的衛生設施解決方案
- 强大的公共部門本地服務提供系統
- 建立正確的激勵結構

### 綜合倡議
減少露天排便的努力與實現千年發展目標中有關環境衛生的目標大致相同。關鍵是提高公民意識（例如透過聯合國國際馬桶日）、改變行爲運動、增加政治意願，以及對衛生設施的需求。社區領導的全面衛生（CLTS）運動通過促使社區自行采取行動，從而結束露天排便的情況。
2014年，聯合國兒童基金會開始一個針對印度露天排便情況的多媒體運動，敦促公民"take their poo to the loo"（把他們的便便帶到洗手間）。

### 可供選擇的簡單衛生設施技術

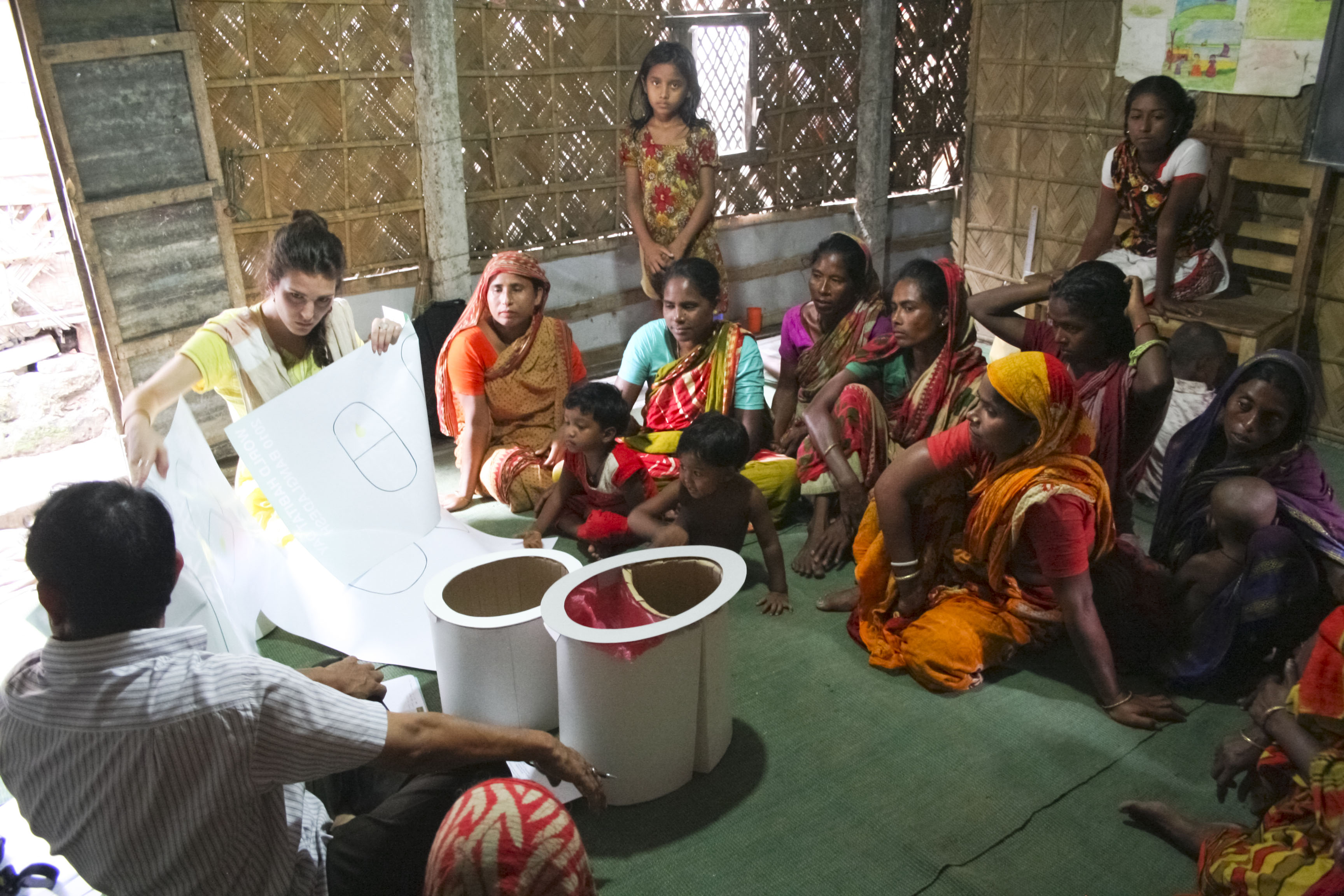
圖中的孟加拉邁門辛的居民，他們正在參與一個研討會，研究更多的流動衛生設施選擇，以替代露天排便。

由於部分家庭中沒有衛生設施，公用衛生間的位置太遠，或是在夜間如果要到達公用衛生間對他們來説太危險，因從我們可以選擇不同的簡單衛生設施，從而減少露天排便的盛行。

#### 衛生袋
部分人在晚上可能已經會使用俗稱為飛行厠所的塑料袋來裝載糞便。瑞典公司Peepoople研發了一款塑料衛生袋，稱爲Peepoo bag，是一種自用，一次性，自動消毒，可完全自然降解的衛生袋，這種衛生袋可以防止糞便污染鄰近地區以及周遭的生態系統。Peepoo bag現在通常在發展中國家的人道緩助，學校和城市貧民區使用。

#### 桶式馬桶和尿液分離
桶式馬桶是一種便携式馬桶。我們有多種方式對其進行升級，其中一種方式是類似於尿液分離乾馬桶，進行尿液分流。尿液分流可以減少乾馬桶的氣味。現時，海地可持續有機綜合生活正推動尿液分離乾馬桶的使用。

### 媒體
某些受影響國家，如印度和巴基斯坦的主流媒體開始注重露天排便的問題。

### 法律
在某些司法管轄區，公開或露天排便是刑事罪行，可處以罰款，甚至監禁。

### 流行文化
大衛·塞達斯的文章《便便角落歷險記》談論與商業企業裏公開排便的人打交道。

## 外部鏈結
- 聯合國對結束露天排便的行動呼籲
- 可持續環境衛生聯盟（英语：Sustainable Sanitation Alliance）圖書館關於露天排便的文件 （页面存档备份，存于）